# Flodoard
Flodoard  Reimski (latinsko Flodoardus) je bil frankovski kronist in duhovnik stolne cerkve v Reimsu v Zahodnofrankovskem kraljestvu v desetletjih po razpadu Karolinškega cesarstva. Njegovi zgodovinski spisi so glavni viri podatkov za zgodovino zahodne Evrope, zlasti Francije, v začetku in sredi 10. stoletja, * 893/894, † 28. marec 966. 

## Biografija
Viri podatkov o Flodoardovem življenju so skoraj izključno njegovi lastni spisi. Lokalno izročilo pravi, da je bil rojen v Épernayu. Šolal se je na stolni šoli v Reimsu, ki jo je ustanovil nadškof Fulk.
Kot mlad reimski kanonik je dobil vidne vloge v upravah nadškofov Heriveusa (900–922) in Seulfa (922–925), zlasti v stolnem skriptoriju. Po Seulfovi smrti leta 925 je magnat Herbert II. Vermandoijski postavil svojega štiriletnega sina Huga za novega nadškofa Reimsa. Flodoard je zavrnil sodelovanje pri fantovih volitvah in zato izgubil položaj in ugodnosti. Leta 931 sta oblast v Reimsu prevzela  kralj Rudolf in vojvoda Hugo Veliki, izgnala grofa Heberta II. in nadzirala volitve novega nadškofa Arturja. 
Zdi se, da je Flodoard pod Artoldom ponovno prevzel svoje prejšnje naloge. Leta 936/937 je na romanju obiskal Rim, kjer se je srečal s papežem Leonom VII. Grof Herbert II. je leta 940 ponovno zavzel Reims, odstavil nadškofa Arturja in na njegovo mesto ponovno postavil svojega sina Huga. Flodoard je temu nasprotoval iz kanoničnih razlogov, zato ga je Herbert priprl in mu ponovno odvzel prebende.  Med letoma 943 in 946 je bil Flodoard morda  z nadškofom Arturjem na dvoru kralja Ludvika IV. Leta 946 je Ludvik s pomočjo vzhodnofrankovskega vladarja Otona I. prevzel nadzor nad Reimsom, odstavil Huga in ponovno posvetil Arturja. Arturjeva pravica do sedeža je bila končno potrjena na sinodi v Ingelheimu  leta 948, ki se je je udeležil tudi Flodoard. 
Leta 951 je bil Flodoard poslan na Otonov dvor v Aachen, kjer je zastopal cerkev v Reimsu v lastninskem sporu. Leta 963 se je upokojil, star 70 let, in 28. marca 966 umrl.

## Dela
Flodoard je napisal tri obsežna  in vsaj dve manjši zgodovinski deli. Leta 922 je začel pisati kroniko, danes znano kot Anali, ki jo je dopolnjeval večino svoje kariere. Poročal je predvsem o velikih političnih in vojaških dogodkih, pri čemer se je osredotočal na tiste v Zahodni Frankovski, vendar je poročal tudi o Otonskem cesarstvu in Italiji. Redno je zapisoval tudi čudeže in druge nadnaravne pojave. Zdi se, da je Flodoard na splošno pisal svoje anale iz leta v leto in nobenih dokazov ni, da je svoje besedilo popravljal. Anali so ena od razmeroma redkih sodobnih kronik 10. stoletja in edina večja ohranjena zahodnofrankovska kronika. Flodoardovo delo so zelo cenili tudi njegovi sodobniki. 
Flodoardova Zgodovina cerkve v Reimsu (Historia Remensis ecclesiae) je eno najimenitnejših del 10. stoletja. Delo opisuje zgodovino Reimsa do njegovega domnevnega izvora v času Romula in Rema, vendar se osredotoča predvsem na krščansko dobo do leta 948. Delo je slavni primer žanra gestae episcoporum (dejanja škofov), saj ima obliko življenjepisov cerkvenih škofov. Flodoard je imel dostop do škofijskega arhiva, ki je segal vse do 6. stoletja, in je večino svojih del zasnoval na izvirnih dokumentih, ki jih je povzel ali reproduciral izvlečke. Za posebno dragocene veljajo njegovi povzetki okoli 450 pisem nadškofa Hincmarja.
Nič manj zgodovinsko pomembna niso Flodoardova pesniška dela. V 930. letih  je sestavil epsko pesnitev, znano kot Kristusovo zmagoslavje (De triumphis Christi), zgodovino krščanstva v skoraj 20.000 verzih. Pesnitev pripoveduje o Kristusovih zmagah, mučenikih, svetnikih in papežih, pri čemer se opira na široko paleto prejšnje zgodovinske in hagiografske literature. Flodoard je gradivo za delo očitno zbral med obiskom Rima leta 936/937. Besedilo je redka priča o zgodovini mesta in papežev v zgodnjem 10. Stoletju.
Zgodovinar je napisal vsaj še dve manjši deli. Prvo, danes znano kot Flotildina videnja, beleži nezemeljska videnja lokalnega dekleta v zgodnjih 940. letih v času velikega političnega konflikta v Reimsu. V drugem delu je Flodoard govoril o čudežih, ki so se zgodili v stolnici v Reimsu in okoli nje. Čudeže so pripisovali Devici Mariji.
Flodoardova dela je v celoti izdal J-P. Migne (Patrologia Latina, zv. 135). Najboljša najboljša sodobna izdaja Analov je tista, ki jo je uredil Philippe Lauer leta 1905. Martina Stratmann je pred kratkim ponovno uredila Zgodovino cerkve v Reimsu za Monumenta Germaniae Historica. Kristusova zmagoslavja niso doživela nobene moderne izdaje. Najboljša so še vedno tista, objavljena v Mignejevi Patrologia Latina.